# Бонч-Осмоловский, Глеб Анатольевич
Глеб Анато́льевич Бонч-Осмоло́вский (22 октября [3 ноября] 1890 или 1890, Блонь, Минская губерния — 1 ноября 1943, Казань) — советский антрополог, археолог, этнограф (народы Крыма и Кавказа), палеоэтнолог (специалист по раннему палеолиту), и геолог-четвертичник, доктор исторических наук. Был репрессирован (1933—1941).

## Биография
Родился 22 октября (3 ноября) 1890 года в имении Блонь (современный Пуховичский район Минской области), в семье «чернопередельцев» Анатолия Осиповича Бонч-Осмоловского и Варвары Ивановны Ваховской.
Окончил школу в имении отца (Блонь), Минское коммерческое училище и Минскую гимназию.
В 1909 году поступил на физико-математический факультет Санкт-Петербургского университета по естественному разряду, но окончил его только после Первой мировой войны и революции, в 1923 году. В университете он интересовался палеолитом и этнографией.
В 1909 году он знакомится с бытом Осетии, а в 1910—1912 годах в экспедиции Русского музея собирает на Кавказе этнографический материал по хевсурам. Участник студенческого Эрмитажного кружка.
Летом 1915 года подписал прошение об увольнении из университета и пошёл на военную службу. Во время 1-й Мировой войны был разведчиком на фронте, получил контузию. Весной 1917 г. заболел туберкулезом. Был отправлен на лечение в Петроград во время Февральской революции; на фронт не вернулся.
В 1918—1919 — участник антиврангелевского подполья в Крыму.
В 1920—1921 годах его назначают заведующим Крымским комитетом по делам музеев (Крымохрисом, занимавшемся национализацией и описью предметов искусства, брошенных в период революции в Крыму), создал Южнобережное книгохранилище на базе библиотеки Крымского горного клуба. Впоследствии это помогло сохранить уникальные издания из коллекций национализированных дворцов и имений.
В декабре 1921 года возвращается в Петроград, чтобы заняться археологией.
С 1 октября 1922 года начал работать сотрудником Этнографического отдела Русского музея.
В 1919—1924 годах участвовал в этнографических экспедициях и раскопках в различных районах Крыма, собирал сведения об обрядах татар в Судакском и Бахчисарайском районах, занимался приобретением для музея предметов быта крымских татар. Совместно с ориенталистом Ф. А. Фиельструпом (1889—1933) с 20 июня по 30 октября 1923 года собирал коллекции для Русского музея и одновременно отбирал материалы для Центрального музея Тавриды.
11 сентября 1924 года он (впервые в СССР) обнаружил остатки неандертальского человека в гроте Киик-Коба (Крым), оказавшемся также древнейшим на территории СССР памятником эпохи мустье. «В работах учёного доказывалась преемственная связь культуры и физического типа человека раннего палеолита. Бонч-Осмоловским также была выдвинута идея о переходе предков человека от древесного к наземному образу жизни задолго до превращения обезьяны в человека». («Большая Советская энциклопедия»).
В 1924—1930 годы — ассистент кафедры антропологии Ленинградского гос. университета, в Русском музее в должности «Старшего Помощника Хранителя Русского Музея по Этнографическому отделу».
В 1926—1927 и 1934 годах проводил археологические раскопки на Гомельщине и Смоленщине (Бердыж, Гамково, Каменная гора).
21 октября 1929 года был избран Комиссией по изучению четвертичного периода сотрудником Галереи четвертичного времени и доисторического человека.
В 1930—1933 годах — старший научный сотрудник в Государственной Академии истории материальной культуры (сначала ГАИМК, затем ИИМК). Член Правления Ленинградского отделения РОПИК (Российского общества по изучению Крыма).
Организует четвертичный отдел и институте (с 1930) и Секцию ископаемого человека на 2 Международном конгрессе Ассоциации по изучению четвертичного периода Европы (1932).
В начале 1933 года организует и заведует Отделом изучения четвертичного периода в Геологическом институте АН СССР в Ленинграде.

### Репрессии
29 ноября 1933 года был арестован по обвинению в причастности к «националистической фашистской организации» (Дело славистов).
12 апреля 1934 года осужден Особым совещанием по ст. 58, п. 10, 11 УК РСФСР на 3 года ИТЛ (в Ухтпечлаге, Воркута) геологом рудника и бурколонны разведки угля. Внёс ряд новшеств в практику углеразведки. Освобожден досрочно по зачетам 25.02.1936 года без права проживания в крупных городах.
После возвращения в Ленинград (19.05.1936), направил главному прокурору Вышинскому письмо, ходатайствуя об освобождении невинно осужденных, отбывающих наказание в Воркутинских лагерях.
Жил «на 101 км» на станции Оредеж в Ленинградской области, где организовал домашнюю антропологическую лабораторию.
В 1936—1941 годах работал по договорам с издательством АН СССР и Институтом антропологии 1-го МГУ над двухтомной монографией «Палеолит Крыма».
- 1-й том, «Грот Киик-Коба», был издан в 1940 г.

22 февраля 1941 года была снята судимость, и он возвратился в Ленинград. Работал старшим научным сотрудником Института истории материальной культуры АН СССР (ГАИМК) и внештатным профессором Ленинградского университета.

### Последние годы жизни
Высшая аттестационная комиссия, рассмотрев 2 тома монографии, присудила Г. А. Бонч-Осмоловскому в 1941 году степень доктора наук без защиты диссертации.
- 2-й том монографии, «Кисть ископаемого человека из грота Киик-Коба», подписан в печать 5.03.1941.
- 3-й том монографии «Скелет стопы и голени ископаемого человека из грота Киик-Коба» увидел свет под изданием В. В. Бунака в 1954 г.

В ноябре 1941 года, во время Блокады Ленинграда, Г. А. Бонч-Осмоловский в группе сотрудников института материальной культуры АН СССР эвакуировался в Казань вместе с последней женой, Н. В. Тагеевой.
С 1942 года преподавал в Казанском государственном университете антропогенез, работал над рукописью третьего тома монографии и, одновременно, был сотрудником Института физиологии АН СССР, которым руководил Л. А. Орбели.
По совокупности идей Г. А. Бонч-Осмоловского по физиологии Л. А. Орбели собирался представить его к званию доктора наук без защиты диссертации.
Г. А. Бонч-Осмоловский скончался внезапно 1 ноября 1943 года в Казани. Похоронен на Арском кладбище, его могила — памятник федерального значения.

## Семья
- Брат — Иван Анатольевич Бонч-Осмоловский, юрист.
- Брат — Родион Анатольевич Бонч-Осмоловский, экономист, эсер-максималист.
- Сестра — Ирина Анатольевна Бонч-Осмоловская, хирург, замужем за адвокатом С. К. Вржосеком.

Первая жена — Елена Константиновна, урождённая Сулковская (1890—1984)
- Сын — Вадим Бонч-Осмоловский (1914—1979)[5]. Переехал с матерью к её родителями в Харбин, после войны эмигрировали в Сан-Франциско (США).

Вторая жена — Ольга Георгиевна Бонч-Осмоловская, урождённая Морозова (7.5.1895, в С.-Петербург — 7.11.1975, Ленинград, похоронена в Дубне Московской обл.) — художница, автор книги «Одна Судьба», рассказов и воспоминаний. Дочь профессора Лесного института Георгия Федоровича Морозова (1867—1920) и Лидии Николаевны, урождённой Зандрок. У Ольги Георгиевны сын от первого брака — Георгий Павлович Сомов (12.04.1917, Крым — 1.10.2009, Владивосток), микробиолог, академик РАМН, директор института эпидемиологии и микробиологии СО РАМН (1983—1988).
- Сын — Андрей Глебович Бонч-Осмоловский (13.01.1929, Ленинград — 29.01.2001, Санкт-Петербург), физик-теоретик, доктор физико-математических наук в Объединённом институте ядерных исследований в Дубне.

Третья жена — Надежда Викторовна (урождённая Тагеева, 1904—1994), геолог, детей в этом браке не было.

## Членство в организациях
- Комиссия по изучению четвертичного периода.

## Память
- Пуховичский районный краеведческий музей. Мемориальная комната Г. А. Бонч-Осмоловского.